# 밸러리 버티넬리
밸러리 버티넬리(Valerie Bertinelli, 1960년 4월 23일 ~ )는 미국의 배우이다.

## 출연 작품
- 세이브 미
- 파인딩 존 크리스마스
- 마주 본 두 자매
- 모녀의 전쟁
- 더 헌팅 오브 헬렌 워커
- 회색의 그늘
- 스테파니의 외출
- 천사들의 합창
- young love first love[1]